# Winchelsea (East Sussex)
Winchelsea is een plaats met zo'n 600 inwoners in het bestuurlijke gebied Rother in het Engelse graafschap East Sussex. Het ligt tussen de High Weald en de Romney Marsh, zo'n 3 kilometer ten zuidwesten van Rye en 11 km ten noordoosten van Hastings. Winchelsea hoort samen met Winchelsea Beach en Rye Harbour bij de civil parish Icklesham.

## Geschiedenis
Winchelsea was een van de Cinque Ports die sinds de 11e eeuw de Engelse Kanaalkust verdedigden. Op bevel van koning Edward I werd het dorp, nu soms Old Winchelsea genoemd, naar hoger gelegen grond verhuisd omdat het door de zee werd opgeëist. Het nieuwe Winchelsea was een geplande nederzetting met een geometrisch stratenpatroon, zoals de bastides in Zuidwest-Frankrijk. De inwoners van Winchelsea handelden in bordeauxwijn.
De zeeslag bij Winchelsea in 1350 was mogelijk de eerste waarbij kanonnen werden gebruikt. Een Engelse vloot viel Castiliaanse schepen op de terugweg uit Vlaanderen aan en bracht hun commerciële aspiraties schade toe. In 1380 namen de Castilianen wraak en plunderden ze Winchelsea.
Winchelsea wordt soms beschouwd als de kleinste town van het Verenigd Koninkrijk, met een eigen burgemeester en bestuursorgaan (Winchelsea Corporation). De gemeentelijke corporatie is een overblijfsel van het tijdperk waarin Winchelsea een rotten borough was, met twee parlementairen maar amper stemgerechtigde burgers. Sinds 1886 heeft de corporatie enkel nog een ceremoniële functie, onder andere om het lidmaatschap van de Cinque Ports te behouden.

## Fotogalerij

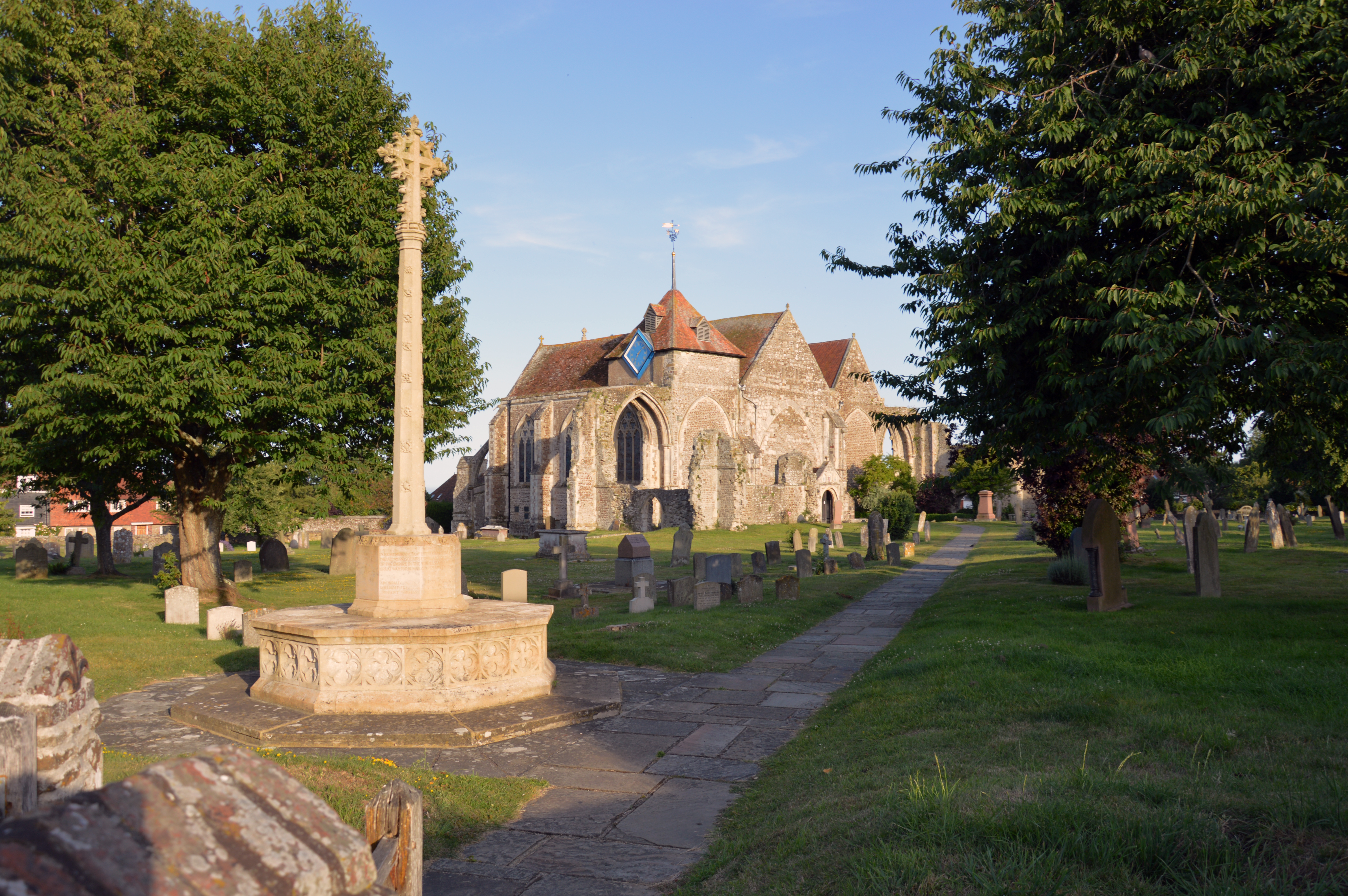
Saint Thomas the Martyr Church met kerkhof
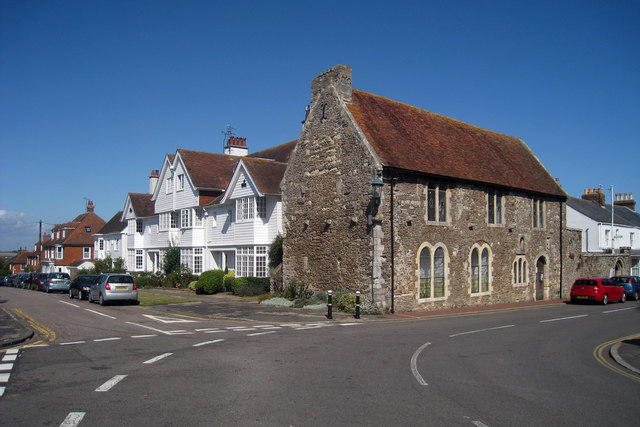
In de Court Hall op High Street, een gebouw dat grotendeels uit de 16e eeuw stamt, komt de gemeentelijke corporatie bijeen en kiest ze elk jaar een burgemeester en raadsleden. Op de bovenverdieping is een museum gehuisvest.
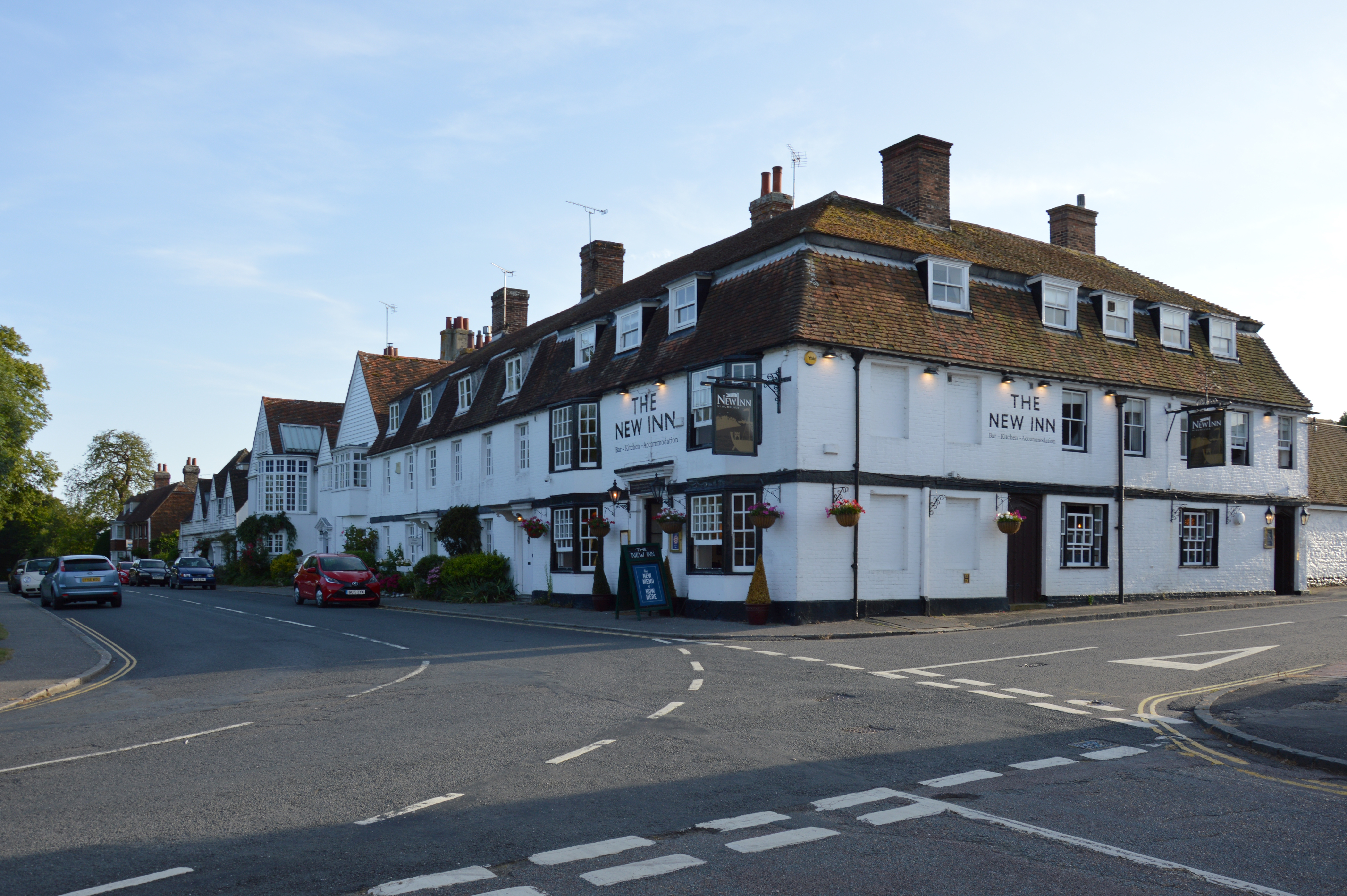
Een 18e-eeuwse herberg in de dorpskern
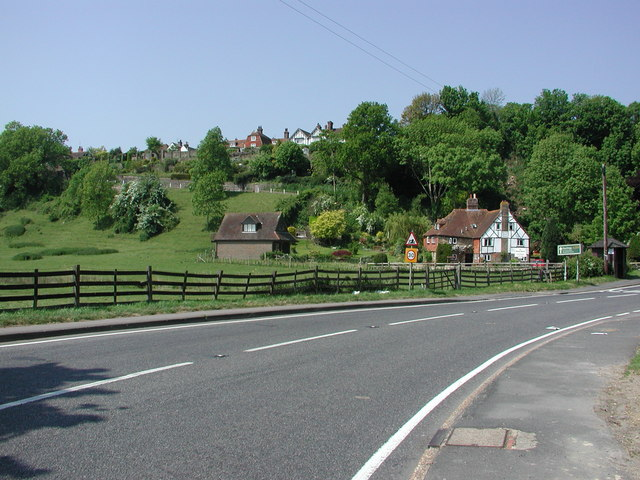
Het hogergelegen Winchelsea gezien vanaf de A259 ten oosten van de dorpskern
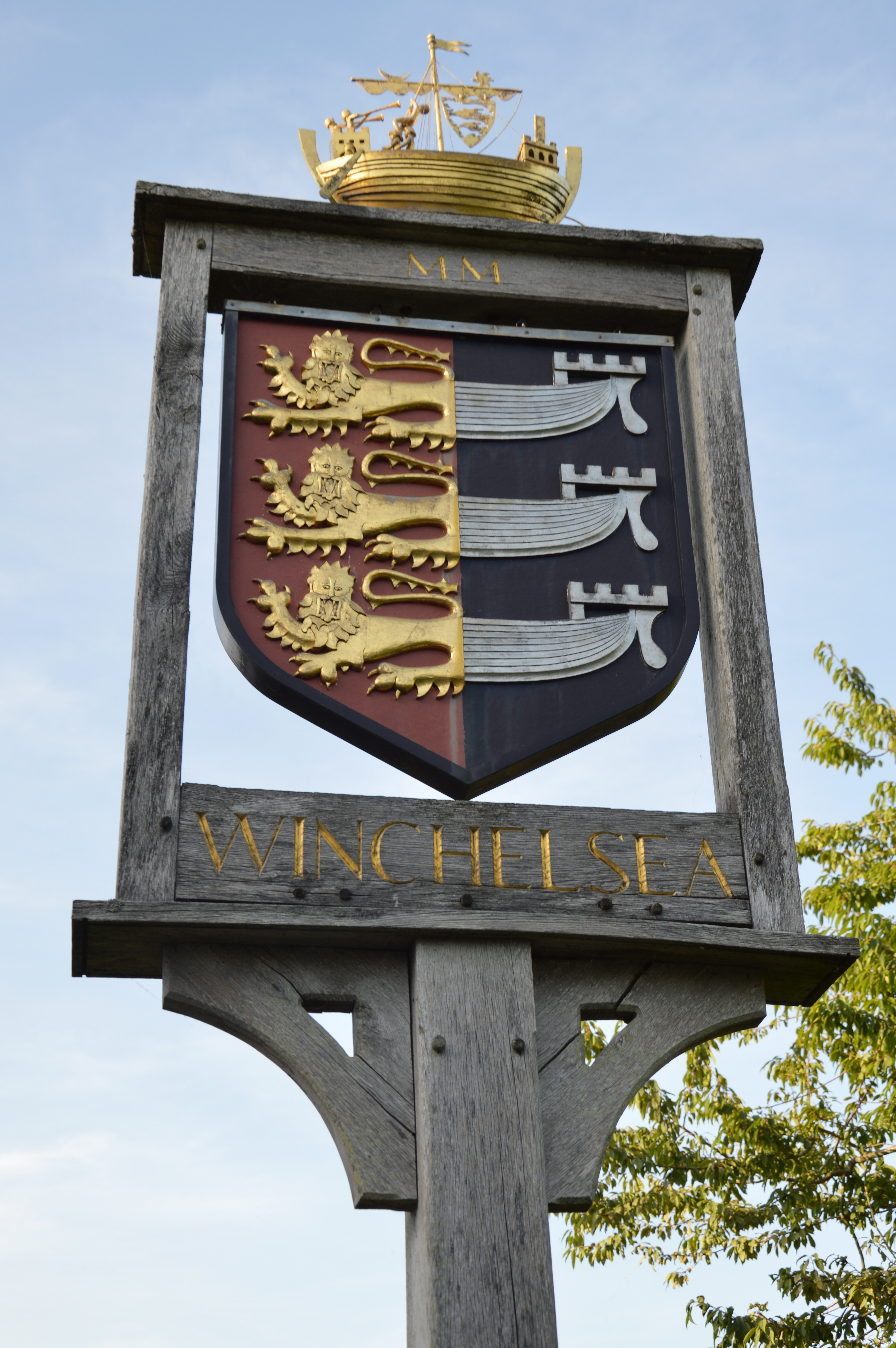
Village sign van Winchelsea. Het wapenschild verwijst naar de Cinque Ports.

## Bekende inwoners
- Joseph Conrad (1857–1924), schrijver
- Ford Madox Ford (1873–1939), schrijver
- Henry Irving (1838–1905), toneelspeler
- Spike Milligan (1918–2002), komiek, schrijver, radiomaker en acteur
- Melford Stevenson (1902–1979), hoogrechter
- Ellen Terry (1847–1928), toneelspeelster
- Malcolm Saville (1901–1982), schrijver[2]